# Подмосковске вечери
Подмосковске вечери (рус. Подмосковные вечера) је руска песма која је стекла велику популарност у свету након 6. фестивала омладине и студената одржаног у Москви 1957.
Песма је добила обраде и на другим језицима, а југословенска обрада је изашла 1960. где је песму извео Душан Јакшић.
Појавила се 1955. године са оригиналним називом „Лењинградске вечери“. Текст је написао Михаил Матусовски, а музику Василиј Соловјов-Седој. На захтев Совјетског министарства културе, назив и делови текста су преправљени, па је добила назив Подмосковске вечери.

## Текст на руском
Не слышны в саду даже шорохи,
Всё здесь замерло до утра.
Eсли б знали вы, как мне дороги
Подмосковные вечера.
Речка движется и не движется,
Вся из лунного серебрa.
Песня слышится и не слышится
В эти тихие вечера.
Что ж ты, милая, смотришь искоса,
Низко голову наклоня?
Трудно высказать и не высказать
Всё, что на сердце у меня.
А рассвет уже всё заметнее.
Так, пожалуйста, будь добра.
Не забудь и ты эти летние
Подмосковные вечера.

## Текст на српском
Не чује се ни шуштање у врту,
све је замрло до јутра.
Кад би знали ви, како су драге ми
Подмосковске вечери.
Речица жубори и не жубори,
сребрна од месечине,
песма се чује и не чује
у тим тихим вечерима.
Зашто драга гледаш попреко,
сагињући главу ниско?
Тешко је исказати и не исказати
све што ми на срцу лежи.
А зора све више руди.
зато те молим, буди добра
и не заборави и ти, те летње
Подмосковске вечери.